# Клошет
Клошет або Клошетт (від фр. Clochette — «дзвіночок») — французький сир із козячого молока, який отримав найменування завдяки своїй формі у вигляді дзвіночка.

## Виготовлення
Клошет виробляється «GAEC Jouseaume» в Пуату-Шарант, ця місцевість також є батьківщиною й іншого козячого сиру — Шабішу-дю-Пуату. Цей сир виробляється з весни і до осені з козячого молока, термін зберігання готового сиру становить 45 днів. Витримується протягом 2–3 тижнів.

## Опис
Головки сиру мають форму дзвіночка з діаметром основи 8–9 сантиметрів, заввишки 9–10 сантиметрів і вагою 225–250 грам. Сир покритий сухою і жорсткою кіркою з природної цвілі і деревної золи, під якою знаходиться м'яка щільна, густа і оксамитова м'якоть ванільного кольору з однорідною структурою.
Сир має гострий і солонуватий інтенсивний смак, а також аромат свіжого сіна, цвілі, хліба і козячого молока, які з'являються завдяки формам і погребах, в яких він виготовляється. Також має тривалий післясмак.
Вживається як самостійна страва, поєднується з оливками, горіхами і бургундськими винами. Перед вживанням Клошет зазвичай нагрівають до кімнатної температури.